# サッカーマダガスカル代表
サッカーマダガスカル代表（サッカーマダガスカルだいひょう、Équipe de Madagascar de football）は、マダガスカルサッカー連盟により編成されるマダガスカルのサッカーのナショナルチームである。チームの愛称のバレア(Barea)は、国章であるコブウシに由来する。ホームスタジアムは首都、アンタナナリボにあるスタッド・ミュニシパル・ド・マハマシナ。1958年から1975年の間はサッカーマルガシュ共和国代表 (仏: Équipe de République Malgache de football)と呼ばれていた。

## 歴史
FIFAワールドカップの予選を通過したことはないものの、アフリカネイションズカップ2004の予選ではエジプトを1-0で勝利したことがある。サッカーマダガスカル代表では、初出場となったアフリカネイションズカップ2019ではグループBを1位通過し、決勝トーナメントでコンゴ民主共和国をPK戦で倒し、ベスト8という結果を残した。

## FIFAワールドカップの成績
| 開催国 / 年 | 結果                                            | 開催国 / 年 | 結果     |
| ----------- | ----------------------------------------------- | ----------- | -------- |
| 1930        | フランス統治下のため 参加できず                 | 1982        | 予選敗退 |
| 1934        | フランス統治下のため 参加できず                 | 1986        | 予選敗退 |
| 1938        | フランス統治下のため 参加できず                 | 1990        | 不参加   |
| 1950        | フランス統治下のため 参加できず                 | 1994        | 予選敗退 |
| 1954        | フランス統治下のため 参加できず                 | 1998        | 予選敗退 |
| 1958        | フランス統治下のため 参加できず                 | 2002        | 予選敗退 |
| 1962        | 予選参加時点で FIFA非会員であったため参加できず | 2006        | 予選敗退 |
| 1966        | 不参加                                          | 2010        | 予選敗退 |
| 1970        | 不参加                                          | 2014        | 予選敗退 |
| 1974        | 棄権                                            | 2018        | 予選敗退 |
| 1978        | 不参加                                          | 2022        | 予選敗退 |
| 合計        | 出場0回                                         | 出場0回     | 出場0回  |

## アフリカネイションズカップの成績
| 1957 | フランス統治下のため 参加できず          | 1988 | 予選敗退                    | 2017 | 予選敗退 |
| 1959 | フランス統治下のため 参加できず          | 1990 | 棄権                        | 2019 | ベスト8  |
| 1962 | CAF非会員により 参加できず               | 1992 | 予選敗退                    | 2021 | 予選敗退 |
| 1963 | 予選参加時点で CAF非会員により参加できず | 1994 | 不参加                      | 2023 |          |
| 1965 | 不参加                                   | 1996 | 途中棄権                    |      |          |
| 1968 | 不参加                                   | 1998 | 前回棄権したため 参加できず |      |          |
| 1970 | 不参加                                   | 2000 | 予選敗退                    |      |          |
| 1972 | 予選敗退                                 | 2002 | 予選敗退                    |      |          |
| 1974 | 予選敗退                                 | 2004 | 予選敗退                    |      |          |
| 1976 | 棄権                                     | 2006 | 予選敗退                    |      |          |
| 1978 | 不参加                                   | 2008 | 予選敗退                    |      |          |
| 1980 | 予選敗退                                 | 2010 | 予選敗退                    |      |          |
| 1982 | 予選敗退                                 | 2012 | 予選敗退                    |      |          |
| 1984 | 予選敗退                                 | 2013 | 予選敗退                    |      |          |
| 1986 | 予選敗退                                 | 2015 | 予選敗退                    |      |          |

## 選手
DF
- マミソア・ラザフィンドラコト (1998 - 2011)
- ジェレミー・モレル

MF
- ディミトリ・カルロス・ゾジマル (2007 - )
- アニセト・アベル (2015 - )

FW
- ポーラン・ヴォアヴィー (2007 - )